# Stadhuis van Enschede
Het stadhuis van Enschede staat aan de Langestraat in de Overijsselse plaats Enschede. In het gebouw is onder andere het archief van de gemeente Enschede ondergebracht. De meeste andere gemeentelijke diensten zijn sinds 2001 gehuisvest in het stadskantoor aan de Hengelosestraat.
Het gebouw is in de jaren 1930 tot en met 1933 gerealiseerd naar ontwerp van ir. G. Friedhoff op een locatie waar sinds de zestiende eeuw stadhuizen gestaan hebben. Het ontwerp is een voorbeeld van Delftse School architectuur en is geïnspireerd door het Stadhuis van Stockholm. Friedhoff had tijdens zijn studie stage gelopen in Stockholm. In 1927 werd gezegd dat het gebouw niet mocht opvallen door weelde.
Op 15 september 1930 werd door burgemeester Edo Bergsma de eerste steen gelegd en op 5 augustus 1933 is het stadhuis in gebruik genomen, toen J.J.G.E. Rückert burgemeester was.
De plattegrond van het stadhuis bestaat uit een vierkant en een rechthoek. Op de punt die ze met elkaar verbindt staat de toren die ruim 50 meter hoog is. In 1952 zijn zowel het vierkant als de rechthoek uitgebouwd aan Noord- en Oostzijde.
Gedurende de Tweede Wereldoorlog is de oostvleugel in 1943 en 1944 beschadigd bij bombardementen op Enschede door geallieerde vliegtuigen. 
Het stadhuis fungeerde in het jaar 2000 als crisiscentrum na de vuurwerkramp in Enschede.

## Kunst
Voor het stadhuis ligt het kunstwerk Het ei van Ko, het verwijst qua vorm naar de middeleeuwse binnenstad met stadsgrachten. De door de burgerij algemeen gebruikte naam duidt op oud-burgemeester Ko Wierenga in wiens ambtsperiode het werd geplaatst. Ernaast staat het liefdesbankje van Guusje Beverdam. In het stadhuis hangen en staan kunstwerken uit het gemeentelijk kunstdepot. Sinds 2019 exposeert de gemeente er ook kunst in samenwerking met kunstacademie AKI ArtEZ. 